# Jarmo Rissanen
Jarmo „Jarkki“ Rissanen (* 6. Juli 1979 in Kuopio) ist ein ehemaliger finnischer Straßenradrennfahrer und Skilangläufer, der heute als Triathlet aktiv ist.

## Werdegang
2009 wurde Jarmo Rissanen finnischer Meister im Einzelzeitfahren. Zwischen 2005 und 2013 wurde er zudem fünfmal Vizemeister in dieser Disziplin und belegte zweimal Platz drei. 2010 gewann er den Rosendahl Grand Prix in Finnland.
Seit 2003 war Rissanen auch als Skilangläufer aktiv und startet regelmäßig bei finnischen Meisterschaften. 2015 belegte er über 30 km den zehnten Platz.
Im Juni 2018 gewann er in Frankreich mit neuem Streckenrekord den Alpsman Extreme Triathlon.
2022 wurde er Zweiter bei der Duathlon-Staatsmeisterschaft.

## Sportliche Erfolge
2009
- Finnischer Meister – Einzelzeitfahren

| Datum/Jahr    | Rang | Wettbewerb                                           | Austragungsort | Zeit     | Bemerkung                                                                                      |
| ------------- | ---- | ---------------------------------------------------- | -------------- | -------- | ---------------------------------------------------------------------------------------------- |
| 30. Juli 2023 | 8    | FIN Middle Distance Triathlon National Championships | Turku          | 04:01:31 |                                                                                                |
| 9. Juni 2018  | 1    | Alpsman Extreme Triathlon                            | Lac d’Annecy   | 11:39:42 | Neuer Streckenrekord (3,8 km Schwimmen, 180 km (4300 hm) Radfahren und 42 km (1300 hm) Laufen) |
| 8. Apr. 2018  | 3    | Triathlon de Portocolom                              | Portocolom     |          | 1 km Schwimmen, 100 km Radfahren und 10 km Laufen                                              |

| Datum/Jahr   | Rang | Wettbewerb                                 | Austragungsort | Zeit     | Bemerkung               |
| ------------ | ---- | ------------------------------------------ | -------------- | -------- | ----------------------- |
| 14. Mai 2022 | 2    | FIN Sprint Duathlon National Championships | Jyväskylä      | 00:56:16 | hinter Otto Loukkalahti |

| Datum/Jahr    | Rang | Wettbewerb                     | Austragungsort | Zeit     | Bemerkung             |
| ------------- | ---- | ------------------------------ | -------------- | -------- | --------------------- |
| 30. Nov. 2005 | 2    | ITU Winter Triathlon World Cup | Vuokatti       | 01:20:29 | hinter Kimmo Randelin |

(DNF – Did Not Finish)